# John McCormack

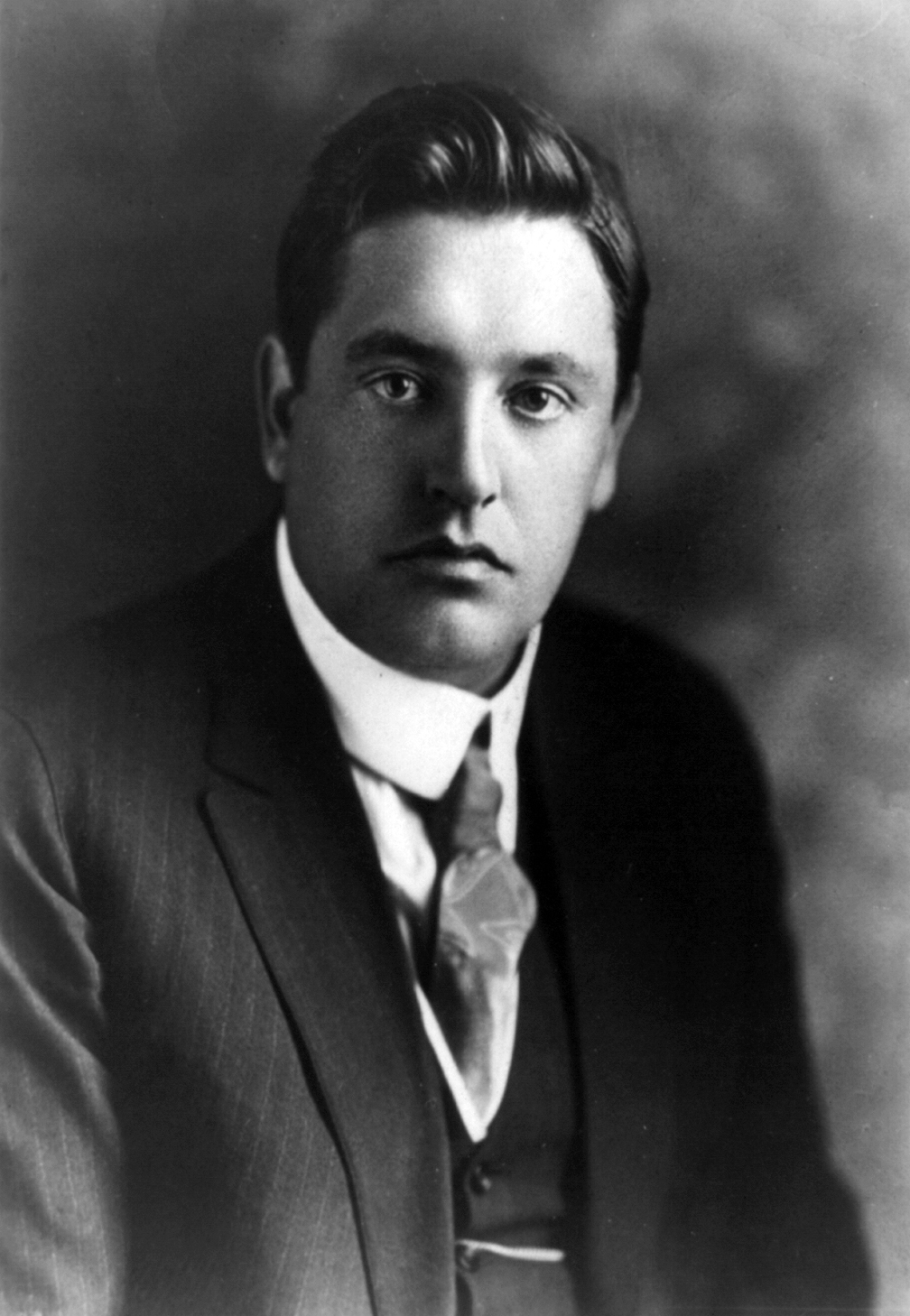
John McCormack 1919.

John McCormack, född 14 juni 1884 i Athlone i County Westmeath på Irland, död 16 september 1945 i Booterstown strax utanför Dublin, var en irländsk-amerikansk sångare (tenor). Han debuterade 1906. McCormack uppnådde en stor popularitet vid Covent Garden och Metropolitan samt vid sina konserter och grammofoninspelningar. Han ansågs som en av sin tids största sångare. Adlad av påven 1928 (påvlig kammarherre).